# Nasco di Cagliari
Il Nasco di Cagliari è un vino DOC la cui produzione è consentita nelle province di Cagliari e Oristano.

## Caratteristiche organolettiche
- colore: dal giallo paglierino al giallo dorato.
- odore: delicato con leggero aroma di uva.
- sapore: gradevole, con punta lievemente amarognola, caratteristica.

## Storia
Il “Nasco” è fra i vitigni più anticamente coltivati in Sardegna. Il suo nome, che in origine era “Nascu”, deriverebbe a sua volta dal latino “Muscus” avente il significato di “muschio” e dal quale la parola vernacola sarda “Nuscu” sarebbe una corruzione. Tale tesi sarebbe confermata dal leggero aroma che gli esperti sentono nell’uva un po’ appassita ed anche dal profumo di fiori di prato appena sbocciati percepito dai degustatori del vino.
Secondo i più noti autori l’origine del vino sarebbe ignota; si dovrebbe pertanto concludere che esso costituisce un ecotipo, cioè una varietà originatasi in loco in tempi remoti. Come tale, senza dubbio il Nasco si ritiene abbia dovuto seguire attraverso i secoli le alterne vicende della viticoltura sarda almeno dal tempo dei Giudicati (sec. XV) fino ai nostri giorni.
Ed il vitigno omonimo doveva essere di certo abbondantemente presente nei vigneti sardi all’epoca della massima espansione viticola, toccata alla fine dell’ottocento, se il Nasco era presente all’Esposizione Universale di Vienna del 1873 come valido rappresentante dei vini tipici della Sardegna e se nelle “Notes sur l’Industrie et le Commerce du vin en Italie” Roma 1889 della Societé Generale des Viticulteurs Italiens a Rome, troviamo citato il “Nasco” tra i più rinomati vini speciali che dall’antichità hanno contribuito a rendere celebre la produzione vinicola di Sardegna.
Il Vino DOC Nasco di Cagliari ha ottenuto il riconoscimento della Denominazione di Origine Controllata in data 21 giugno 1972

## Abbinamenti consigliati
Il Nasco di Cagliari Doc Liquoroso dolce naturale va abbinato a pasticceria secca, torte con creme e confetture di frutta, biscotti alla pasta di mandorle. Va degustato in calici di piccola capacità a tulipano a una temperatura di 12-14 °C. La versione Dolce naturale o Secco va degustata con sebadas, pecorini stagionati e pesci grigliati, in coppe larghe a una temperatura di 6-8 °C o in calici svasati a 8-10 °C.

## Produzione
Provincia, stagione, volume in ettolitri
- Cagliari  (1990/91)  248,86
- Cagliari  (1991/92)  176,33
- Cagliari  (1992/93)  403,83
- Cagliari  (1993/94)  538,38
- Cagliari  (1994/95)  292,88
- Cagliari  (1995/96)  179,25
- Cagliari  (1996/97)  194,37